# Attila citriniventris
Attila citriniventris là một loài chim trong họ Tyrannidae.